# Ieuaf ab Idwal
Idwal ab Idwal, beter bekend als Ieuaf ab Idwal, was een zoon van Idwal Foel en medekoning van Gwynedd.
Bij het overlijden van Idwal Foel greep Hywel Dda, de koning van Deheubarth, de macht in Gwynedd. Bij het overlijden van Hywel kwam het tot een strijd tussen de zoons van Idwal en die van Hywel. Het kwam tot een veldslag bij Carno, die gewonnen werd door de zonen van Idwal, die de macht in het noorden vervolgens zo stevig in handen hadden dat in 952 Ieuaf en Iago een raid in Deheubarth uitvoerden. Een tweede veldslag, de slag bij Llanwrst volgde in 954. De uitkomst is niet opgetekend, maar vermoedelijk wonnen de zonen van Idwal, want later dat jaar plunderden zij Ceredigion. Hierna lijkt de strijd beslecht te zijn, en regeren beide families hun eigen rijk.
Aanvankelijk lijken de broers het rijk samen geregeerd te hebben, maar eind jaren 60, in het bijzonder nadat Rhodri ab Idwal overleed in 968, kwam het tot een strijd om de heerschappij. In 969 werd Ieuaf verslagen en gevangengezet door Iago, die daarna als alleenheerser overbleef. Van Ieuaf is verder niets bekend, maar zijn zoon Hywel zou, tijdelijk in 974 en definitief in 979 zijn vader wreken door Iago te verslaan en de macht in Gwynedd over te nemen.